# Devin Williams
Devin Williams (născut 31, 1994) este un jucător profesionist de baschet ce joacă pentru Maine Ghearele Roșii din NBA G League.

## Cariera de liceu
Williams mai întâi a studiat la  Withrow High School în orașul său natal din Cincinnati, Ohio. În  2010-11, el are o  medie de 13.0 puncte și 10.6 recuperări pe meci pentru echipa de baschet a școlii. În 2011-12, el are o medie de 15,2 puncte și 10,5 recuperări pe meci și a câștigat Toate-Cincinnati All-Cincinnati Metro Athletic Conference First Team .
În 2012, Williams a transferat la Montverde Academy  în Montverde, Florida pentru ultimul an. În aprilie 2013, el a ajutat Montverde aflată la 16 puncte  în deficit să bată Saint Benedict's Preparatory School 67-65, în finala de la High School National Tournament. Pe o listă completă de  recruteri din Divizia I, Williams a fost prima echipa all-state pentru jucători independenți.